# Ропотуха
Ропоту́ха — село в Україні, в Уманському районі Черкаської області. У селі мешкає 762 людей.
З цього села бере початок прізвище Ревук.

## Населення

### Мовний склад
Рідна мова населення за даними перепису 2001 року:
| Мова       | Чисельність, осіб | Доля     |
| ---------- | ----------------- | -------- |
| Українська | 756               | 99,21 %  |
| Російська  | 6                 | 0,79 %   |
| Разом      | 762               | 100,00 % |

## Відомі люди
У селі народився єпископ Ніжинський та Прилуцький УПЦ Московської патріархії Іриней (Семко).
У селі народилася та провела дитячі роки Народний художник України Тетяна Дмитрівна Галькун.

## Назва
Про заснування села його жителі розповідають таку легенду. У другій половині XVIII ст. запорізький козак Іван вподобав місцину на узліссі поряд з невеликою річкою. Тут він збував собі житло, обробляв лан землі, обзавівся деяким господарством. Дружиною козака була роботяща та вродлива Мотря. Здавалося, що щасливішого чоловіка годі й шукати. Все він мав: повагу січових побратимів, ладне господарство, красуню-дружину, роботящі руки якої не знали втоми. Та все-таки одна прикрість не давала козакові спокою. І пояснювалась вона надзвичайною сварливістю Мотрі. А оскільки Івану доводилось досить часто відлучатись, залишаючи господарство на руки дружини, той підстав для того, щоб вилаяти чоловіка, у неї було більше, ніж достатньо. Злі язики запевняли, що турецькі та татарські загони тільки тому десятою дорогою обходили хутір, що побоювались Мотриного язика. За сварливий характер та гучний голос її й прозвали Мотря-репетуха. З часом хутір, на якому почали селитись інші люди, стали називати спочатку Лепетухою. А на початку XVIII ст., коли проходив реєстр населених пунктів України, російський чиновник записав назву села у власному перекладі. З тих пір село стало називатись Ропотухою.

Ропотуха, село на ровном месте, при ручье Ропотухе. Жителей обоего пола 876; земли 2379 десятин. В 1809 году Ярославом Потоцким Ропотуха с Шарином проданы Станиславу Шолайскому, от которого за дочерью это имение перешло к Генриху Юрьевичу графу-Тышкевичу. В 1847 году Ропогуха с Шарином поступили во владение сына его Станислава Генриховича (лат. игл, см с. Андрушки).
Церковь Успенская, деревянная, 6-го класса; земли имеет 48 десятин; построена в 1763 году.
— 

## Яроцький Іван Архипович
Народився 10 жовтня 1922 року в селі Ропотуха (Черкаська область, Україна) в селянській родині. Закінчив 4 класи школи. Після закінчення школи працював на шахтах Донбасу. З червня 1941 брав участь, в боях. У 1944, вступив в ВКП (б). По-час прориву Ленінградської блокади (взимку 1943), знищив 6 дзотів, 6 німецьких землянок, 3 кулеметних точки і живу силу ворога. За ці бої, 5 березня 1943 був нагороджений медаллю «За відвагу». 14 січня 1944, вчасно боїв за Куточки (Новгородська область), увірвався у ворожий дзот, і знищив його гарнізон. 20 січня 1944, нагороджений орденом Слави III ступеня. 26 липня 1944, одним з перших форсував річку Нарва, увірвався у ворожі траншею і закидав її гранатами. Пізніше в одному з боїв, місцевого значення, захопив кулемет і знищив кулеметну обслугу. 16 вересня 1944, нагороджений орденом Слави II ступеня. У період з 16 по-час форсування Чудського озера, захопив склад боєприпасів противника. 18 серпня 1944, знищив 6 німецьких солдатів. 19 серпня 1944, по-час форсування річки Ахья-Йигі, першим форсував річку (в плаву). 4 жовтня 1944 нагороджений орденом Слави II ступеня (в 7 червня 1968 даний орден, замінений на Орден Слави I ступеня). Пішов в запас в січні 1945. Жив в Києві. Працював в інституті ядерних досліджень при Академії наук СРСР. Помер 6 серпня 1995. Похований в Ропотусі.